# Ilhas Hermit

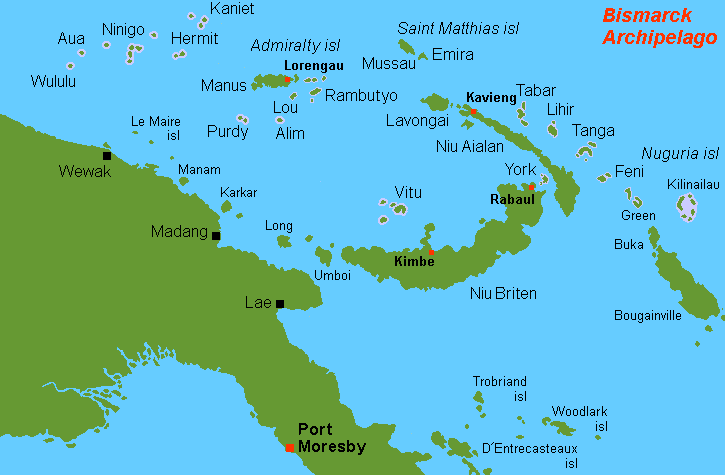
As ilhas Hermit estão indicada no topo superior esquerdo

As ilhas Hermit são um arquipélago da Papua-Nova Guiné composto por 17 ilhas e que integram as Ilhas Ocidentais do arquipélago Bismarck.
A primeira visita conhecida de europeus às ilhas Hermit foi a do navegador espanhol Iñigo Órtiz de Retes em 29 de julho de 1545 quando navegava na carraca San Juan no regresso de Tidore à Nova Espanha. Cartografou-as como La Caimana (caimão-fêmea em espanhol). De passagem, Ortiz de Retes indicou alguns indígenas de cor negra a aproximar-se do navio e que eram portadores de arcos e flechas.